# Introjection (psychanalyse)
Pour l’article homonyme, voir Introjection (philosophie).
L'introjection est un concept psychanalytique élaboré entre 1909 et 1912 par Sándor Ferenczi dans son article « Transfert et introjection ». L'introjection est un processus qui met en évidence le passage fantasmatique du dehors au dedans. Le concept est proche de celui d'identification et il est souvent opposé au mécanisme de projection.

## Histoire du concept

### Ferenczi
Pour Ferenczi, « tandis que le paranoïaque expulse de son Moi les tendances devenues déplaisantes, le névrosé cherche la solution en faisant entrer dans son moi la plus grande partie possible du monde extérieur, en faisant l'objet de fantasmes inconscients. On peut donc donner à ce processus, en contraste avec la projection, le nom d'introjection ». Dans un deuxième temps, Ferenczi élargira cette conception : Tout amour objectal ou tout transfert est un élargissement du Moi et, en 1912, il précise : Je décris l'introjection comme l'extension de l'intérêt auto-érotique initial au monde extérieur par l'inclusion de ses objets dans le Moi... Au fond, l'homme ne peut aimer que lui-même ; aime-t-il un objet, il l'absorbe.

### Freud
Pour Freud, dans son texte de 1915 Pulsions et destins des pulsions, l'introjection s'oppose encore plus nettement à la projection. Il oppose en effet le "moi-plaisir purifié" qui se forme par une introjection de tout ce qui constitue une source de plaisir au "Moi-Réalité" qui opère par une projection au-dehors de tout ce qui est occasion de déplaisir. Plus tard, Freud reprendra à nouveau le concept dans Deuil et mélancolie puis en 1923 il l'inclura dans la formation du surmoi. 

### Abraham
C'est ensuite Karl Abraham qui reviendra sur la notion dans le deuil avant qu'elle ne prenne l'importance que Melanie Klein et les kleiniens lui donneront : La perte réelle d'un objet est également temporairement suivie d'une introjection de la personne aimée, le deuil, écrit-il, contient une compensation : l'objet aimé n'est pas perdu car maintenant je le porte en moi et ne le perdrai jamais. Abraham décrit de manière méticuleuse le processus d'introjection à partir de ses expériences cliniques avec des mélancoliques (entendus au sens psychotiques). Il met en rapport ses idées avec ses autres théories sur le développement de la libido avec les stades et sous-stades oraux, anaux et phalliques. L'introjection y est ainsi décrite comme une véritable ingestion orale de l'objet : il met en évidence la croyance dans une présence physique d'entités à l'intérieur du corps. Pour lui l'"incorporation - introjection" est du registre de la pulsion orale alors que la projection est reliée à l'analité. Pour Abraham puis, à sa suite, pour Klein, l'introjection est le processus psychique et l'incorporation est le fantasme qui en est sous-jacent.

### Klein
Klein reprendra à nouveau la notion mais alors que pour Freud particulièrement, elle mettait en jeu la perte d'un objet, pour Klein et ses successeurs, elle décrit un mécanisme de défense contre des expériences précoces vécues qui se traduisent par une angoisse du monde interne et de ses objets internes. Il s'agit pour le Moi de protéger les "bons objets internes" des "mauvais objets internes". C'est un mécanisme précurseur de la position dépressive. La position schizo-paranoïde quant à elle mobilise de manière prépondérante la projection. Comme au stade dépressif, l'introjection est très active : ces parents attaqués et détruits sont immédiatement introjectés et sentis par l'enfant comme faisant partie de son monde intérieur. Pour les kleiniens, l'introjection ne met donc pas exclusivement la perte d'objet ou le deuil comme origine du processus, ce dernier est analysé comme un des premiers, parallèle au processus de projection. C'est ainsi l'équilibre entre les deux processus qui détermine le fonctionnement psychique normal.

## Introjection et incorporation
C'est Maria Torok qui a insisté sur la distinction que fait Ferenczi entre incorporation et introjection qui repose sur le fait que l'introjection est un phénomène de l'ordre de la croissance, et non de l'ordre de la compensation . Pour les kleiniens, l'incorporation et l'introjection sont à peu près équivalents.